# Fritz Schajowicz
Fritz Schajowicz (* 31. Juli 1911 in Suczawa, Bukowina; † 14. Januar 1992 in St. Louis, Missouri) war ein österreichischer Pathologe. Er emigrierte 1938 über Bologna nach Buenos Aires. Dort wurde er zum weltweit führenden Kenner der Knochentumoren.

## Leben
Als Sohn eines Buchhalters studierte Schajowicz ab dem Wintersemester 1930/31 an der Universität Wien Medizin. Während seines Studiums lebte er im väterlichen Haushalt in der Seegasse 3/7 im Alsergrund. Jahrelang arbeitete er bei Jakob Erdheim. Am 5. Februar 1936 wurde er an der Medizinischen Fakultät der Universität Wien zum Dr. med. promoviert. Nach dem Anschluss Österreichs von den Nationalsozialisten zur Ausreise gezwungen, ging er zu Vittorio Putti  am Istituto ortopedico Rizzoli in Bologna.
José Valls bewog ihn nach Buenos Aires zu gehen. Dort machte Schajowicz sich als Knochenpathologe selbständig. Mit Valls und Carlos Ottolenghi, den führenden Orthopäden Argentiniens, arbeitete er eng zusammen. Bei der Weltgesundheitsorganisation war Schajowicz Direktor des Referenzzentrums für Knochenpathologie. Er lehrte über 45 Jahre an der Universidad de Buenos Aires und engagierte sich in der International Skeletal Society.
Um näher bei den beiden Töchtern zu sein, zog Schajowicz mit seiner Frau nach St. Louis. Er schloss sich der Medizinischen Fakultät der Saint Louis University an. Trotz seines hohen Alters beteiligte er sich dort und im Rush-Presbyterian-St. Luke’s Medical Center am orthopädischen Unterricht.

## Lateinamerikanisches Register für Knochenpathologie
Schajowicz gründete das Lateinamerikanische Register für Knochenpathologie. Auf 30.000 Fälle stützt sich dessen bedeutendes Lehrbuch über Knochentumoren (1981). Der Umfang des Registers wies 2009 dreimal so viele Fälle verglichen mit der Sammlung der Mayo Clinic auf.

## Werke
- Tumors and Tumorlike Lesions of Bone and Joints. Springer, New York 1981. ISBN 978-0-387-90492-4; 2. Auflage, Springer 1994. ISBN 978-0-387-55366-5.

## Ehrungen
- Goldenes Ehrenzeichen für Verdienste um das Land Wien (1990)[A 4]